# 中地美佐子
中地 美佐子（なかじ みさこ、1968年9月7日 - ）は、日本の女優。奈良県出身。劇団民藝所属。

## 来歴
多摩美術大学卒業。1992年に劇団民藝に入団。

## 出演

### 舞台
- あした天気になぁれ(2005年)
- 火山灰地(2005年)
- 沖縄(2007年)
- 坐漁荘の人びと(2007年)
- 林の中のナポリ(2007年)
- 涙(2007年)
- 海霧(2008年)
- 霞晴れたら(2009年)
- 鬼灯町鬼灯通り三丁目(2009年)
- そしてナイチンゲールは歌う…(2010年)
- 峯の雪(2010年)
- アンネの日記(2011年)
- 帰還(2011年)
- うしろ姿のしぐれてゆくか(2012年)
- 満天の桜(2012年)
- 夏・南方のローマンス(2013年)
- 真夜中の太陽(2013年)
- 白い夜の宴(2014年)
- ヒトジチ(2015年)
- 根岸庵律女(2015年)
- 卵の中の白雪姫(2015年)
- SOETSU(2016年、2017年、2018年)
- 「仕事クラブ」の女優たち(2017年)
- 熊楠の家(2017年、2021年)
- グレイクリスマス(2018年、2020年)
- 神と人とのあいだ(2018年、2019年)
- 異邦人(2019年)
- 白い花(2020年) -主演
- ある八重子物語(2020年)
- 女学者たち(2023年)[2]
- オットーと呼ばれる日本人(2024年)[3]
- 真夜中の太陽(2024年)[4]
- ミツバチとさくら（2024年）[5]

### ナレーション
- NHK『仏を睨む眼 土門拳』

### ラジオ
- NHK FMシアター『風に刻む』
- NHK FMシアター『ラジオと背中』